# Come Swim
Come Swim é um curta-metragem independente americano de 2017 escrito e dirigido por Kristen Stewart. Foi exibido na seção Eventos do 70º Aniversário no Festival de Cinema de Cannes de 2017.

## Visão geral
O filme foi inspirado uma pintura impressionista criada por Stewart, que posteriormente foi co-autora de um artigo que descreve uma técnica inovadora para integrar elementos da mesma pintura no filme, baseada numa técnica criada por Gatys, Ecker & Bethge (2015, Universidade de Tubinga). A transferência inicial da ideia da pintura para o conceito de um filme foi a de um homem que está despertando do seu sono. O Festival de Cinema de Cannes descreveu o filme como: "um díptico do dia de um homem; retratos meio impressionistas e meio realistas".

## Elenco
Josh Kaye é o único elenco de atuação do filme. Sydney Lopez fornece locução.

## Conceito do filme
A ideia do filme se originou em ("está fundamentado em") uma pintura de Stewart de "um homem acordando do sono". Em um artigo de autoria de Stewart, uma descrição da reação à pintura "impressionista" afirma que ela “evoca os pensamentos que um indivíduo tem nos primeiros momentos de vigília, (desvanecendo-se entre os sonhos e a realidade)... ” Uma exploração subsequente correspondente a esse elemento temático pictórico é explorada dentro do filme durante as cenas introdutórias e finais.
Além disso, de acordo com a pintura, o conceito original do filme veio de uma imagem na mente de Stewart de "... uma pessoa dormindo contente no fundo do oceano e obtendo tanta satisfação com esse isolamento. .." Para Stewart, seu filme é, entre outras coisas, sobre uma experiência de desgosto (de outra forma expressa por ela como um "mundo inferior existencial").

## Produção
Para criar a peça, Stewart, junto com o produtor de cinema David Ethan Shapiro, da Starlight Studios, e Bhautik Joshi da Adobe Inc., inovou uma técnica descrita como transferência de estilo neural; uma técnica detalhada em um artigo enviado em 18 de janeiro de 2017 para a Cornell University Library online e posteriormente classificada na biblioteca como visão computacional e reconhecimento de padrões. Também tendo trabalhado juntamente com o co-produtor Anthony M. DiGiacomo da qual era membro de uma equipe que incluía onze produtores executivos ou associados.[carece de fontes?]
Kristen Stewart fez parceria com a Refinery29 na produção da obra. David Ethan Shapiro, o CEO da Starlight Studios, situado em Los Angeles, foi o produtor.
O filme usa uma partitura composta por St. Vincent.
Stewart usou John Guleserian para a cinematografia, e Framestore para produzir os efeitos visuais.

## Liberação e recepção
O filme foi exibido pela primeira vez no Festival de Cinema de Sundance de 2017 em 19 de janeiro de 2017. A nextprojection identificou o filme como retratando em parte algo descrito como "pesadelo". Robbie Collin, do The Telegraph, concedeu-lhe quatro estrelas de cinco, dizendo: "É um trabalho sério, sombrio e muitas vezes nada sutil - mas também é disciplinado, extremamente coerente e cine-literado de uma forma surrealista antiquada."
Matt Hoffman, da revista Little White Lies, encontrou pequenos problemas com o roteiro, mas mesmo assim elogiou o curta: "Come Swim é um belo trabalho. Com a ajuda do diretor de fotografia John Guleserian, Stewart criou uma maravilha visual arrebatadora que supera em muito as deficiências do roteiro."
Em um artigo publicado sobre uma técnica desenvolvida especialmente para a criação do filme, o filme é descrito como "um retrato poético e impressionista de um homem com o coração partido debaixo d'água… o filme é baseado na pintura de um homem despertando do sono".